# Tunjeli

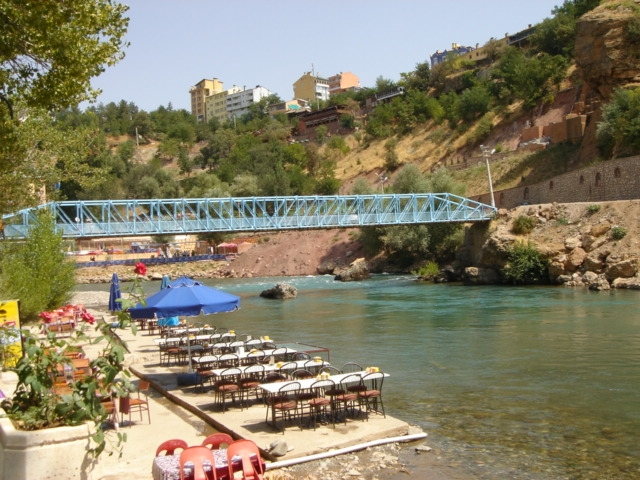
Margem do rio Munzur em Tunjeli

Tunjeli (em turco: Tunceli; AFI: /tundʒeli/; em curdo: Mamekî; em zaza: Mamekiye) é uma cidade e distrito do centro-leste da Turquia, na província homónima, da qual é capital. Situa-se na parte central da da região da Anatólia Oriental e faz parte do chamado Curdistão turco. O distrito tem 1 128 km² de área e em dezembro de 2021 tinha 39 610 habitantes (densidade: 35,1 hab./km²), dos quais 35 161 na cidade.
O nome em turco significa "terra de bronze". No passado chamou-se Mamiki e, posteriormente, Kalan. A maioria da população é constituída por zazas alevitas, que muitos consideram como um grupo curdo. Embora o turco seja a língua mais falada, o zaza também é muito usado.[carece de fontes?]

## Descrição
A cidade encontra-se junto à confluência dos rios Munzur e Pulumur. O vale de Munzur, conhecido pela sua paisagem pitoresca, é rodeado pelos montes Munzur. É uma região de difícil acesso, com meios de transporte limitados. Tunceli é uma das capitais provinciais menos populosas da Turquia.
A norte da cidade, a pouco mais de 30 km em linha reta (mais de 70 km por estrada), situa-se o Parque Nacional do Vale de Munzur, o mais antigo e mais extenso parque nacional da Turquia, criado em 1971.
O clima é do tipo continental, com verões muito quentes e secos e invernos gelados e com neve, que em muitas áreas da província cobre o solo durante cinco a seis meses por ano. Entre junho e setembro as médias das temperaturas máximas ultrapassam os 30 °C, enquanto que entre dezembro e fevereiro mal chegam aos 5 °C. As médias das temperaturas mínimas são negativas nesse mesmo período, mal chegando aos 2 °C em novembro e março. Em julho e agosto as temperaturas mínimas são cerca de 20 °C. A precipitação média anual é 824,9 mm, concentrando-se entre outubro e maio.
A principal atividade económica é a pecuária, que emprega 80% da população da província. A única produção agrícola com alguma relevância é o trigo. A região tem jazidas de sal e mármore, mas só as de sal são exploradas, produzindo 600 toneladas por ano. Há alguma indústria baseada na agricultura.

## História
Os achados encontrados no sítio arqueológico de Pulur Göyük, escavado antes de ser inundado pela barragem de Quebane, mostram que a região foi povoada desde o final do Neolítico até à Primeira Idade do Bronze. Cerca de 2 200 a.C. foi ocupada por hurritas e pertenceu ao reino de Mitani e posteriormente ao de Isuwa. Foi uma zona de fronteira entre os hurritas e hititas. Estes últimos conquistaram a região cerca de 1 300 a.C. Passou a fazer parte do Reino de Urartu cerca de 1 200 a.C. e depois foi governada pelos medos. Integrou o Império Aqueménida, durante o qual foi uma zona de fronteira entre a Média e a Capadócia. Seguiram-se os macedónios e selêucidas. Os romanos chegaram em 67 a.C. Cerca de 200 d.C. passou a fazer parte do Império Parta, servindo de fronteira com o Império Romano.[carece de fontes?]
A região pertenceu ao Império Bizantino até 972, tendo sido disputada pelos árabes, que a conquistaram em 639 e depois, definitivamente, em 972. Em 1087, na sequência da Batalha de Manzicerta (1071), passou para as mãos dos Seljúcidas. Fez parte dos beilhique (emirado turco) de Mengujeque e em 1243 foi conquistada pelos mongóis. Passou depois ao domínio dos Cordeiros Brancos, tendo sido disputada entre o beilhique de Eretna e Mutahharten, emir dos saltúquidas de Erzinjane no século XIV. No século seguinte foi disputada entre os Cordeiros Brancos e os otomanos, que finalmente a integram no seu império em 1473 durante o reinado de Maomé II, o Conquistador.[carece de fontes?]
Durante o período otomano, a cidade, então chamada Calã, fazia parte da chamada região de Dersim ("portão de prata"). No século XVII, Evliya Çelebi descreveu a fortaleza de Perteque e Katib Çelebi menciona Çemişgezek como sede de um caza (divisão administrativa). Em 1847, foi criado o sanjaco (subprovíncia) de Dersim, cuja capital era Cozate. Esse sanjaco era formado por 9 cazas e 533 localidades e a sua população totalizava 63 430, dos quais 15 460 turcos, 12 mil curdos, 27 800 quizilbaches e 8 170 arménios. Em 1921, a região foi afetada pela rebelião curda de Koçgiri, levada a cabo pela Sociedade para a ascensão do Curdistão.[carece de fontes?] Após a declaração da república, foi criada a província de Tunceli, em substituição do sanjaco de Dersim.
Em 1937 e 1938, Tunceli foi um dos principais focos da rebelião curda de Dersim, liderada pelo chefe tribal alevita Seyit Riza, duramente reprimida pelo exército turco e que resultou no chamado massacre de Dersim. As estimativas dos números de mortos variam conforme as fontes, desde os  13 160 (apenas civis) mencionadas num relatório da época, só recentemente divulgado, até aos 50 a 80 mil de organizações curdas, passando por 40 000 do governo britânico. Segundo o relatório antes mencionado, foram ainda deportadas à força 11 818 pessoas, o que contribuiu para agravar o despovoamento da região já de si com baixa densidade populacional.
Em 1946 a pequena aldeia de Kalan mudou de nome para Tunceli e passou a ser a capital da província.